# Iriveri
Iriveri é uma vila no distrito de Kannur, no estado indiano de Kerala.

## Demografia
Segundo o censo de 2001, Iriveri tinha uma população de 15 672 habitantes. Os indivíduos do sexo masculino constituem 48% da população e os do sexo feminino 52%. Iriveri tem uma taxa de literacia de 84%, superior à média nacional de 59,5%: a literacia no sexo masculino é de 85% e no sexo feminino é de 82%. Em Iriveri, 12% da população está abaixo dos 6 anos de idade.